# Milva, diva per sempre
Milva, diva per sempre è un film documentario italiano del 2024, diretto da Angelo Longoni per Cosmo Production EU e in collaborazione con Rai Documentari, basato sulla vita della cantante e attrice teatrale italiana Milva.

## Produzione
Successivamente alla morte di Milva il 23 aprile 2021, è stata avviata la produzione di un docufilm biografico sull'artista diretto da Angelo Longoni, prodotto da Elide Melli per Cosmo P. Eu. Il docufilm vede la partecipazione di numerosi personaggi dello spettacolo, artisti e scrittori che hanno collaborato con l'artista, tra cui Theodōrakīs, Vangelis, Enzo Jannacci, Franco Battiato, Astor Piazzolla, Alda Merini e Iva Zanicchi.

## Distribuzione
Il film è stato reso disponibile in anteprima con una proiezione al Piccolo Teatro di Milano, luogo significativo per la carriera di Milva, il 29 aprile 2024. Successivamente esso è stato mandato mandato in onda il 3 maggio dello stesso anno in prima serata su Rai 3.